# Kinderkrankenhaus auf der Bult

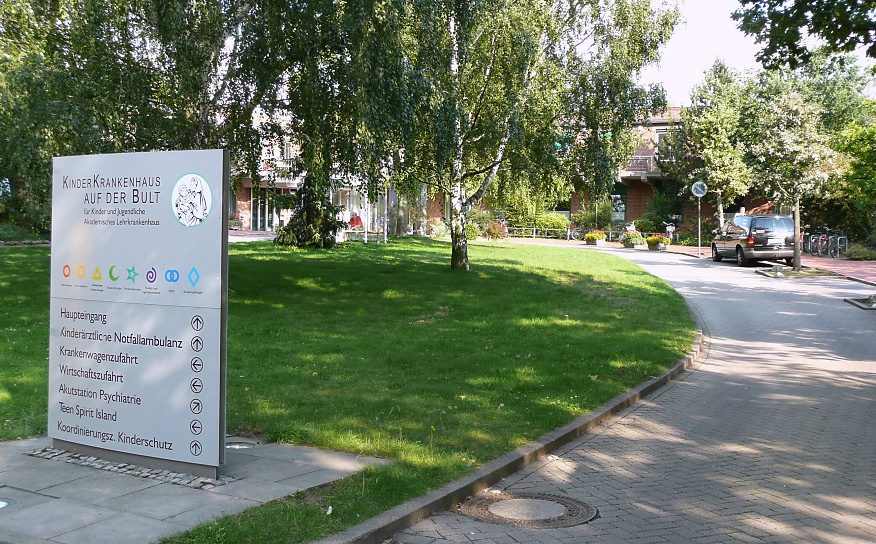
Eingang zum Kinderkrankenhaus

Das Kinder- und Jugendkrankenhaus Auf der Bult ist ein auf die Behandlung von Kindern und Jugendlichen spezialisiertes Krankenhaus in Hannover. Es ist Lehrkrankenhaus der Medizinischen Hochschule Hannover und befindet sich im Stadtteil Bult. Im Jahr werden mehr als 50.000 junge Patienten versorgt und behandelt. In das Krankenhaus integriert sind das größte Diabeteszentrum für Kinder und Jugendliche in Deutschland, das Schwerbrandverletztenzentrum für Kinder, das Epidermolysis-bullosa-Zentrum und eine Tagesklinik für Kinder und Jugendliche.

## Geschichte
1863 gründeten hannoversche Bürger eine Stiftung mit dem Ziel, eine Hannoversche Kinderheilanstalt zu schaffen. Diese befand sich lange Zeit im Stadtteil Zoo.
Vor 80 Jahren wurde die Schule für Gesundheits- und Kinderkrankenpflege gegründet und dem Krankenhaus angeschlossen.
Nachdem sich Anfang der 1970er Jahre die Pläne von IBM zerschlagen hatten, auf dem Gelände der früheren Pferderennbahn auf der Bult eine Transistorfabrik zu errichten, wurde später an dieser Stelle das Kinderkrankenhaus auf der Bult errichtet.
Es nahm am 1. August 1983 seinen Betrieb auf.
Die Stiftung Hannoversche Kinderheilanstalt ist bis heute Träger des Kinderkrankenhauses sowie weiterer Einrichtungen für Kinder und Jugendliche.
Im Jahr 1999 wurde die Therapiestation „Teen Spirit Island“ eröffnet, in der Kinder und Jugendliche mit Suchtproblemen, hauptsächlich Drogen-, aber auch Internet- bzw. Computersucht, behandelt werden.
2003 wurde im Kinderkrankenhaus auf der Bult eine multidisziplinäre Tagesklinik für Kinder und Jugendliche eingerichtet, die über 11 Behandlungsplätze für vorwiegend chronische Erkrankungen und Behinderungen verfügt.
In die auch überregionalen Schlagzeilen geriet das Krankenhaus nach einem Zwischenfall im April 2014. Dabei starb ein Junge im Säuglingsalter, nachdem seine Mutter, laut eigener Aussage und mit der Begründung, dass sie keinen Überweisungsschein vorweisen könne, in der Notfallambulanz der Klinik abgewiesen wurde. Das Kind verstarb kurze Zeit später. Das Krankenhaus selbst bestreitet, die Mutter abgewiesen zu haben. Die Kriminalpolizei nahm Ermittlungen auf, die schließlich eingestellt wurden. Die rechtsmedizinische Untersuchung ergab, „dass es nicht auszuschließen ist, dass das Kind bereits tot war, als die Mutter mit ihm in der Klinik erschien“.
2017 wurde das renovierte Bettenhaus wieder in Betrieb genommen.
Seit 2021 entsteht auf dem Gelände das DIAKOVERE HENRIKE Mutter-Kinder-Zentrum AUF DER BULT. Das neue Haus soll zukünftig Geburtshilfe und Neugeborenenmedizin in einem Perinatalzentrum höchster Versorgungsstufe kombinieren. Es handelt sich dabei um einen Zusammenschluss der DIAKOVERE Häuser Henriettenstift und Friederikenstift mit dem Kinder- und Jugendkrankenhaus. Der Neubau wird mit den bereits bestehenden Gebäuden des Kinderkrankenhauses verbunden sein.

## Abteilungen
Das Kinderkrankenhaus auf der Bult hat folgende Abteilungen:
| - Kinder- und Jugendmedizin - Neonatologie - Neuropädiatrie und Epileptologie - Kinderkardiologie und EEG/EKG - Pädiatrische Dermatologie und Allergologie mit Epidermolysis-bullosa-Zentrum | - Kinderchirurgie und Kinderurologie mit Schwerbrandverletztenzentrum für Kinder - Kinder- und Jugendpsychiatrie - Anästhesie, Kinderintensiv- und Notfallmedizin - Hals-Nasen-Ohren Heilkunde | - Pädiatrische Diabetologie und Endokrinologie - Pädiatrische Gastroenterologie - Kinderradiologie/Sonografie - Drogentherapiestation („Teen Spirit Island“) |